# Bădeni, Harghita
Bădeni (în maghiară Bágy) este un sat în comuna Mărtiniș din județul Harghita, Transilvania, România.
Pe teritoriul localității a fost descoperit un castellum roman.

### Cetatea Bădeni

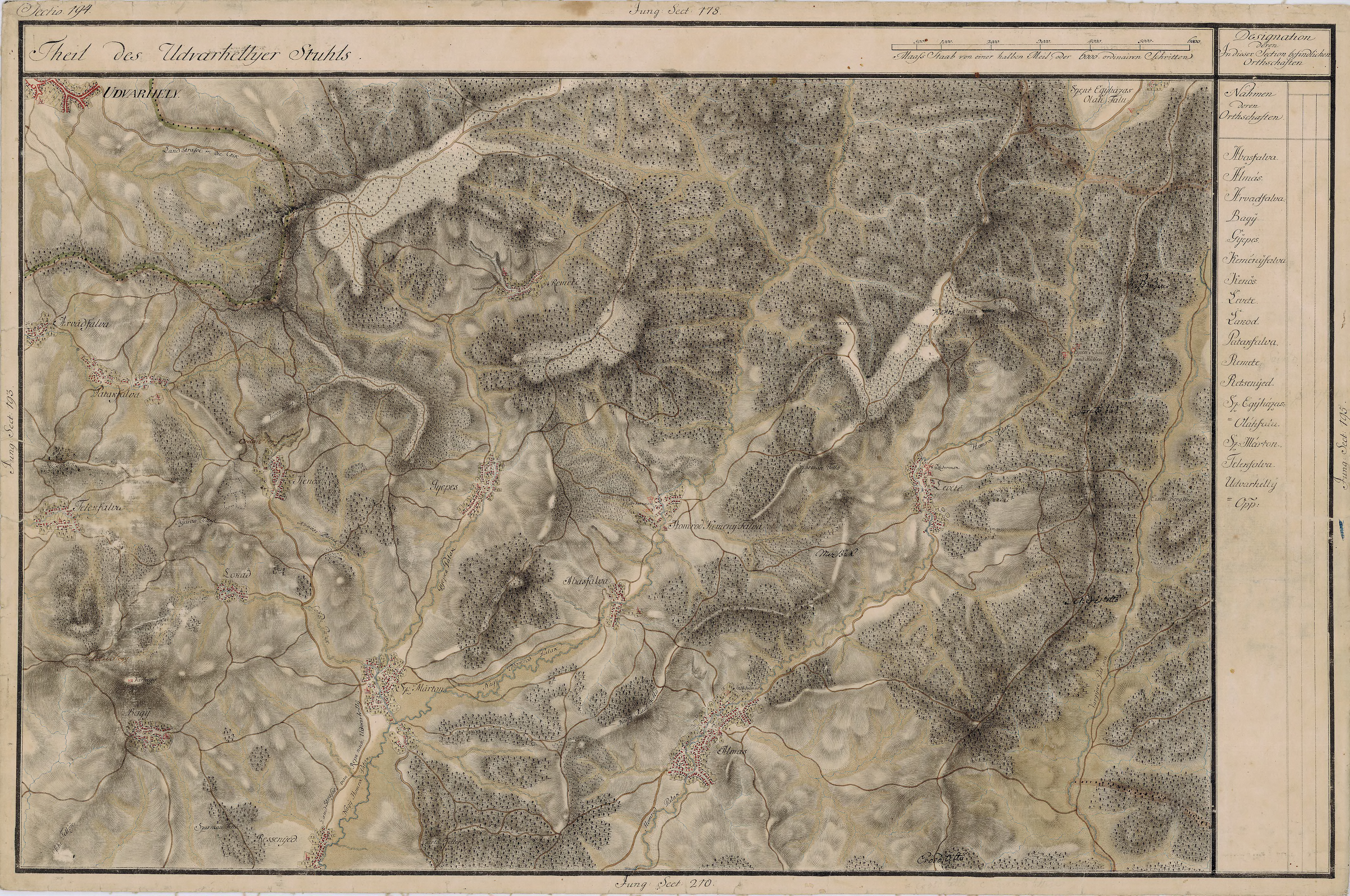
Bădeni în Harta Iosefină a Transilvaniei, 1769-1773

Cetatea Bădeni, este situată pe unul dintre locurile proeminente de pe valea Homorodului Mare, pe vârful dealului Bădeni. Punctul cel mai înalt (856 m), se ridică în partea de vest al dealului, unde se găsesc și rămășițele cetății Bădeni. 

Structura sa, practic se poate împărți în două părți: o fortificație interioară și una exterioară. Cetatea interioară are o formă dreptunghiulară, ușor trapezoidală, cu un turn de apărare la fiecare colț. Fortificația exterioară constă din două turnuri, turnul de poartă aflată pe partea vestică și un turn de artilerie la colțul estic. Primul document scris, autentic a cetății, este o scrisoare a principelui transilvănean Mihail Apafi, emisă la 5 iunie 1663 la Iernut. Principele, la cererea nobililor secui din Bădeni, Ighiu, Daia, Locodeni, Văleni și Rareș, a permis ca în caz de război, șase bărbați apți pentru luptă, la alegerea sătenilor, să fie lăsați să rămână acasă pentru a păzi cetatea. Este posibil ca turnurile de apărare să fi fost ridicate fiecare de către un sat ca urmare a invaziilor otomane-tătare, frecvente în  acea perioadă. Cetatea Bădeni a fost folosită ultima dată la sfârșitul secolului al XVII-lea, pentru scopuri defensive. Materialele cetății care s-au ruinat, au fost cărate în satele din jur, în secolele următoare, construindu-se case din pietrele acestuia.